# سه‌گانه ناممکن
سه‌گانهٔ ناممکن یا سه‌گانهٔ تناقض‌آمیز عنوان یک نظریه در اقتصاد بین‌الملل است که مطابق آن هیچ کشوری نمی‌تواند سه سیاست زیر را همزمان اجرا کند:
- ورود و خروج سرمایه را آزاد بگذارد
- نرخ ارز را ثابت یا تقریباً ثابت نگه دارد
- سیاست پولی مستقلی را دنبال کند

برای مثال اگر کشوری بخواهد با هدف تشویق صادرات از افزایش نرخ ارز جلوگیری کند اما برای جذب سرمایه‌گذاران نخواهد جلوی ورود و خروج سرمایه را بگیرد، آنگاه در اجرای سیاست‌های پولی با محدودیت رو به رو می‌شود، مثلاً دیگر نمی‌تواند قیمت‌ها و نرخ بهره را کنترل کند.